# Van Nuys
Van Nuys är en stadsdel i Los Angeles, Los Angeles County, Kalifornien i USA.
Van Nuys är beläget i San Fernando Valley i den norra delen av Los Angeles och är stadelen i San Fernando-dalen med störst befolkning. 
I den östra delen av Van Nuys finns flygplatsen Van Nuys Airport som används huvudsakligen för privatflyg.

## Bildgalleri

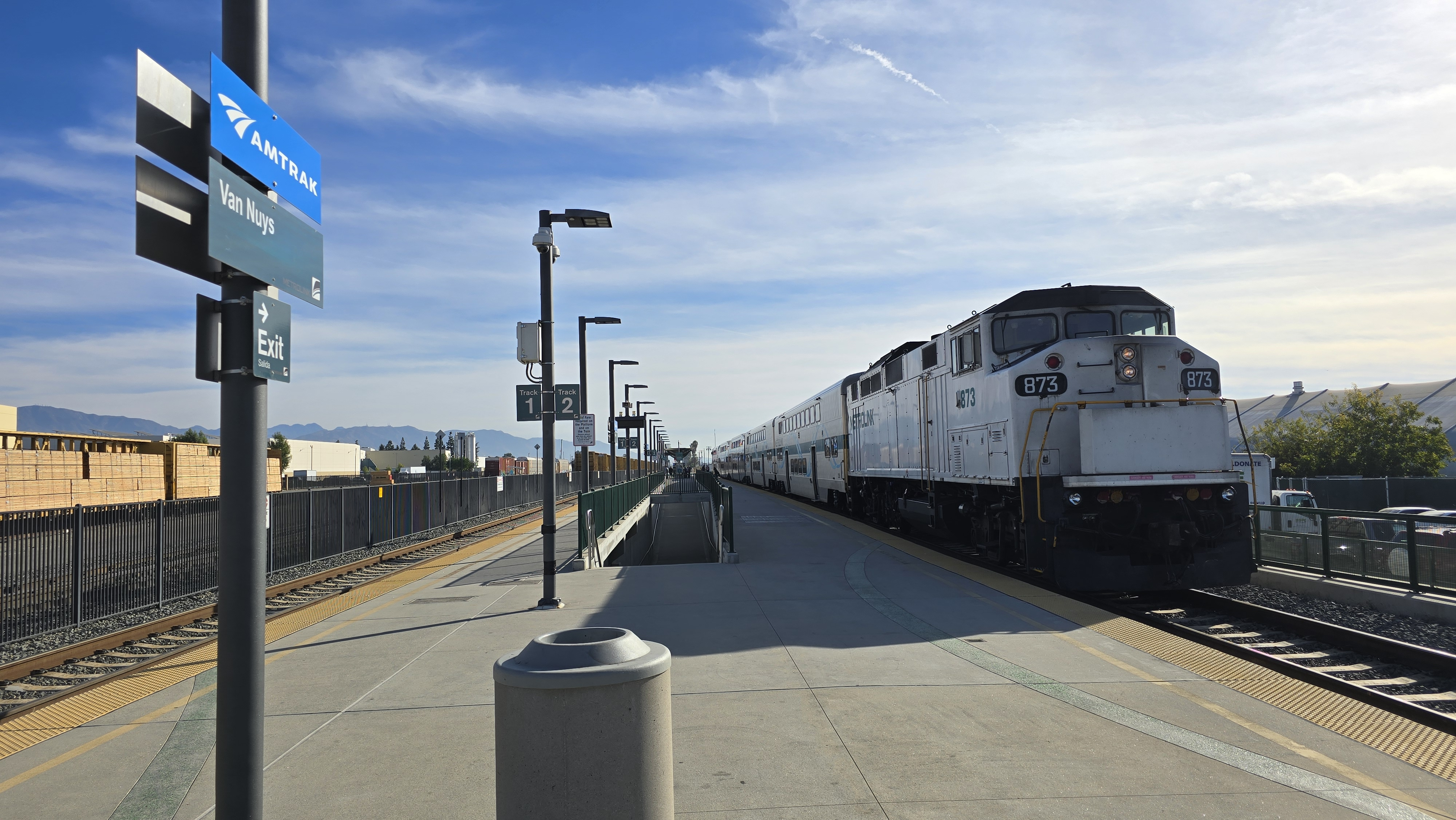
Stationen Van Nuys för Metrolink
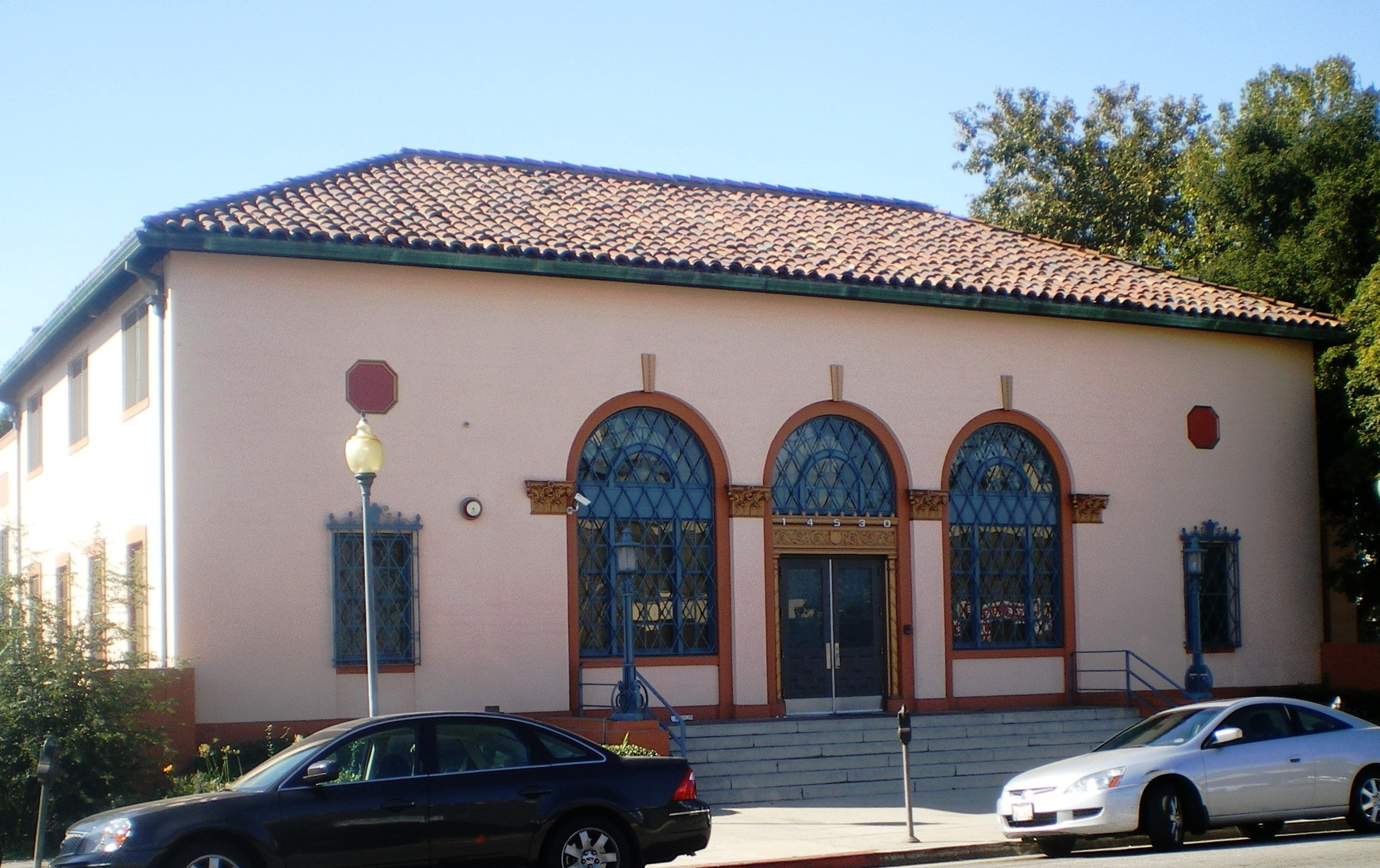
Posthuset, uppfört 1935.
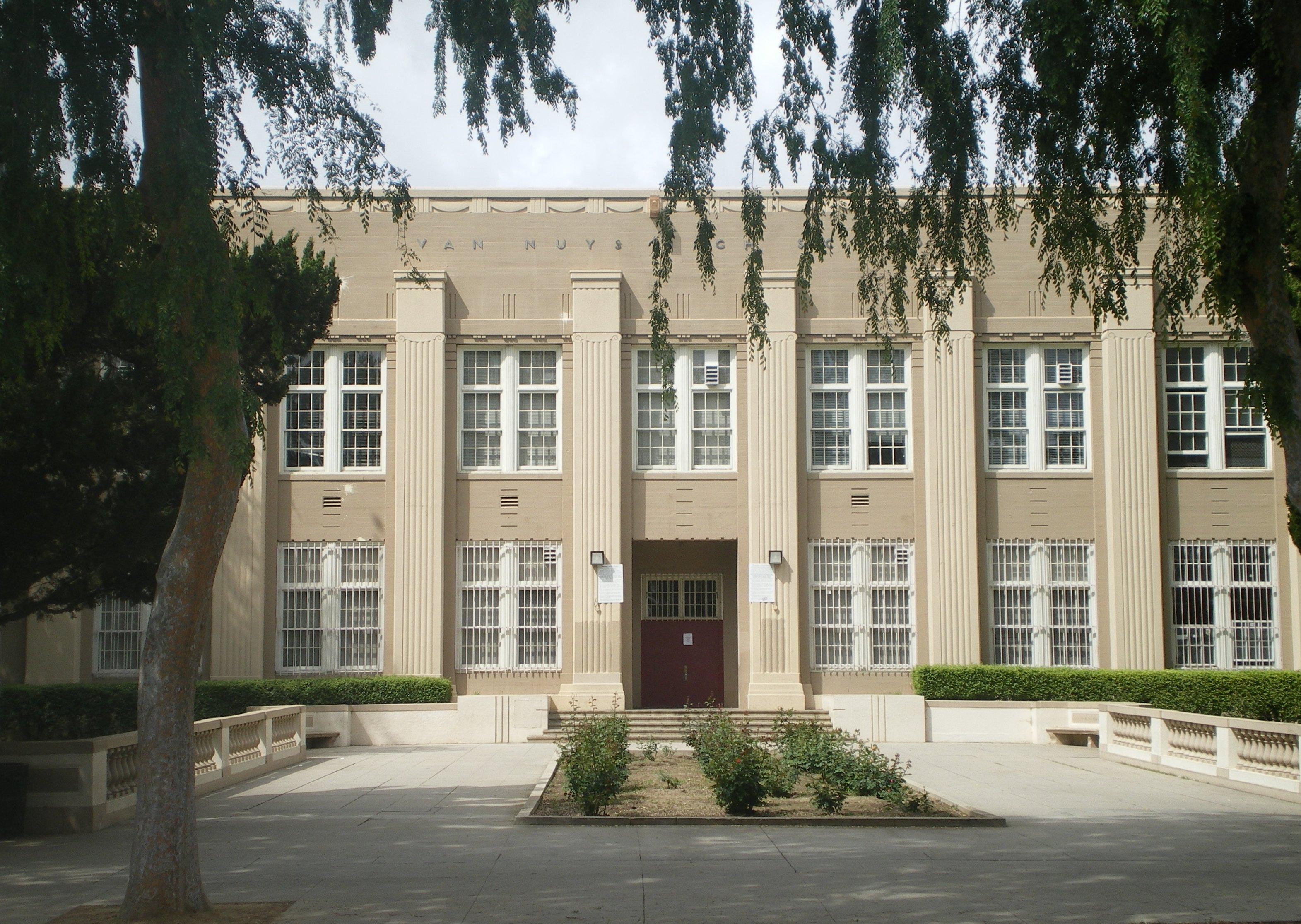
Van Huys High School.
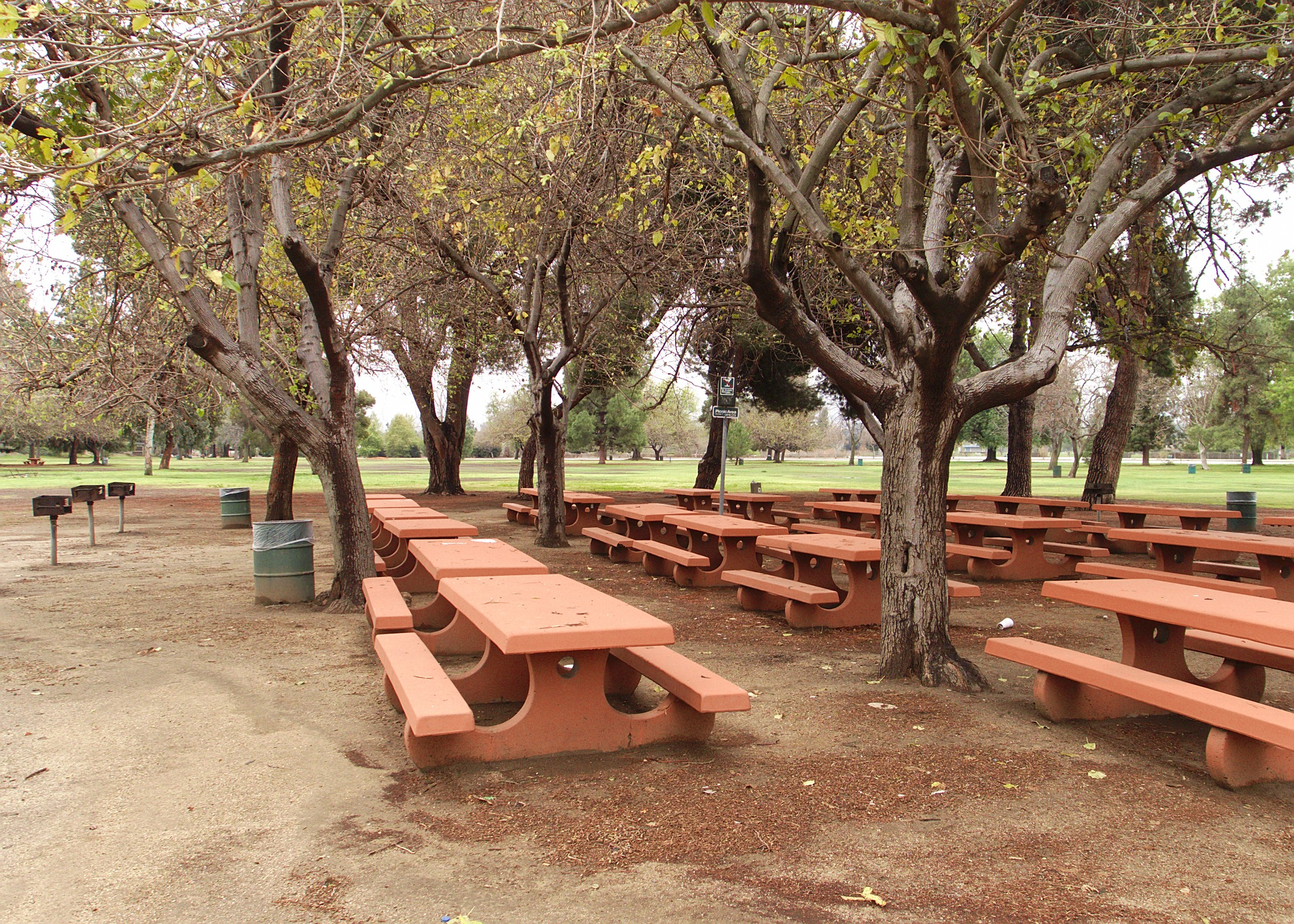
Woodley Park.